# Битва при Орхомене
Битва при Орхомене — решающее сражение Первой Митридатовой войны, состоявшееся в 85 году до н. э. в Греции, в ходе которого древнеримская армия под началом Луция Корнелия Суллы наголову разгромила войско Понтийского царства под командованием Архелая.

## История
Незадолго до этого, в 86 году до н. э., Сулла уже одержал победу в сражении при Херонее, однако у римлян, в отличие от понтийцев, практически отсутствовал флот, что позволило остаткам армии Митридата VI покинуть поле боя и сосредоточиться близ Халкиды, где они дождались подхода свежего восьмидесятитысячного войска, посланного понтийским царём Митридатом VI.
Обладание мощным флотом позволяло Архелаю наносить удары с любой точки побережья Адриатического моря, однако он сделал ставку на свою конницу, будучи уверенным, что римлян можно бить и в классическом бою. Он встал лагерем в Беотии близ обширного болота Копаис (осушены в XIX веке) и, зная что Сулла жаждет битвы, стал дожидаться подхода его войск.
Долго себя ждать римлянин не заставил и вскоре предпринял построение близ неприятельского лагеря. В центре римских войск на значительном удалении друг от друга располагались три линии пехоты. На обоих флангах Сулла, чтобы предотвратить использование Архелаем своей конницы, отправил людей выкопать рвы, дабы сковать действия конницы варваров и не позволить им себя окружить. В ответ Архелай предпринял кавалерийскую атаку на рабочих и солдат на обоих флангах. Нападение на левый фланг римлян было близко к успеху, легионы дрогнули и стали пятиться, но ситуацию спасает вмешательство самого Суллы: неся боевой символ легиона, он со своими ближайшими офицерами ринулся на противника, прокричав легионерам: «Если на родине вас спросят, где вы покинули своего вождя, отвечайте: „при Орхомене“» (App. Mithr. 49; Plut. Sull. XXI; Amm. Marc. XVI.12.41). Римские солдаты, видя подвиг командира, воспряли духом и с новыми силами бросились на неприятеля, не позволив флангу «провалиться».
Тем временем колесницы Архелая врезались в центр построения римской пехоты и, с лёгкостью пройдя первую линию, слишком поздно увидели, какую ловушку им приготовил Луций Корнелий Сулла. Во второй линии были оборудованы специальные конические ловушки, которые ломали шасси колесницам, и те под непрерывными атаками были вынуждены сбавлять ход и разворачиваться, дабы спастись, что удалось далеко не всем. Только тут в ход вступила римская кавалерия, которая ударила по уже дезорганизованной понтийской армии. С этого момента битва превратилась в избиение. Понтийцы во главе с командующим отступили к болотам. Архелаю с немногими уцелевшими, отсидевшись 2-3 дня на болотах, удалось спастись.

## Потери
Согласно дошедшим до настоящего времени сведениям, потери понтийцев составили 15 тысяч воинов, при том что римляне потеряли убитыми только сто солдат, несмотря на то что по численности понтийское войско в семь раз превосходило римское.

## Итоги
В результате (зимой 85/84 годов до н. э.) Митридат VI был вынужден начать с Суллою переговоры о мире, который был заключен после личного свидания обоих полководцев в Дарданоне. Луций Корнелий Сулла обложил Митридата данью и, конфисковав часть кораблей, заставил его покинуть Азию и все другие провинции, которые Митридат занял силой оружия. Рим освободил пленников, покарал перебежчиков и преступников и приказал, чтобы царь довольствовался границами предков, то есть непосредственно Понтом.